# پادشاهی لیبی
پادشاهی لیبی (به عربی: المملكة الليبية) در سال ۱۹۵۱ استقلال خود را از ایتالیا به دست آورد و ادریس سنوسی با عنوان ملک ادریس یکم و با حمایت بریتانیا پادشاه لیبی شد. در سال ۱۹۵۵ و با کشف نفت در لیبی و اعطای مجوز برداشت به شرکت‌های نفتی خارجی، درآمد زیادی عاید خانواده سلطنتی و اطرافیان آنها شد. همین مسئله سبب بروز فساد در دستگاه اداری کشور و فاصله طبقاتی زیاد در جامعه شد. از سوی دیگر ملک ادریس به قدرت‌های غربی اجازه تأسیس مراکز نظامی در لیبی داد. از همین مراکز در حمله به اعراب در جنگ با اسراییل استفاده شد؛ مسئله‌ای که سخت مورد انتقاد ملی گرایان عرب از جمله جمال عبدالناصر و طرفداران وی در لیبی شد.
بروز شرایط ذکر شده باعث شد تا زمانی که ملک ادریس برای معالجه به ترکیه سفر کرد، کودتایی به وسیله چندی از فرماندهان نظامی با رهبری معمر قذافی صورت گرفت که نتیجه آن حذف حکومت پادشاهی و روی کار آمدن جمهوری بود.